# Каракачанов, Красимир
Красимир Каракачанов (болг. Красимир Дончев Каракачанов; род. 29 марта 1965, Русе, Болгария) — болгарский государственный и политический деятель. В 1991 году стал лидером партии «ВМРО — Болгарское национальное движение».

## Биография
Утверждает, что не имеет корней из македонской области, но как историк стал специалистом по македонскому вопросу. До революции 1989 года, будучи историком, являлся осведомителем Комитета государственной безопасности по македонскому национализму.
В 2011 году являлся кандидатом на президентских выборах в Болгарии, набрав 1 % голосов избирателей и заняв 10-е место. В 2014 году принимал участие в выборах в Европейский парламент в составе коалиционного блока с политической партией «Болгария без цензуры». В конце июля 2014 года «ВМРО — Болгарское национальное движение» покинуло коалицию, чтобы сформировать альянс с «Патриотическим фронтом» вместе с «Национальным фронтом спасения Болгарии» под руководством Валерия Симеонова. Вместе с Валерием Симеоновым является сопредседателем избирательного альянса. В 2016 году баллотировался в качестве кандидата от коалиции «Объединённые патриоты» на президентских выборах в Болгарии, а депутат Явор Нотев от «Атаки» стал его кандидатом в вице-президенты. Они заняли третье место с 573 016 голосами избирателей, что составило 14,97 %. С 4 мая 2017 года по 21 мая 2021 года был вице-премьером по национальной безопасности и министром обороны в правительстве Бойко Борисова.

## Критика
Являясь заместителем премьер-министра Болгарии, назвал «несоциализированными» проживающих в Болгарии цыган, что по мнению критиков напомнило нацистскую терминологию.
Во время протестов в Болгарии в 2020—2021 годах против действующего правого правительства он ассоциировал протестующих с активистами за права ЛГБТ, и заявил: «Мы не можем позволить нескольким соросоидным НПО и небольшим партиям, которых даже нет в парламенте, прийти к власти и разрушить страну. Во имя чего? Чтобы они ввели однополые браки и создали гендерную республику». После того, как премьер-министр Бойко Борисов предложил проект новой конституции, чтобы успокоить общественность, Красимир Каракачанов написал: «Я уверен, что „ВМРО — Болгарское национальное движение“ будет отстаивать свою позицию по укреплению семейных ценностей и брака как союза между мужчиной и женщиной, а также поместит семью в основу всех нормативных документов, касающихся прав детей, гарантирует институт брака и явную защиту от введения третьего, пятого или тридцатого пола». О предлагаемом восстановлении обязательной воинской повинности для мужчин он написал: «Это один из способов уберечь наших детей от опасного влияния антигендерной идеологии». В ответ Оргкомитет «София Прайд», «Билитис», «Действие» и фонд «ГЛАС» призвали осудить его высказывания.